# Ruffieu

Ruffieu este o comună în departamentul Ain din estul Franței.